# Warwick (Ontario)
Warwick es un municipio canadiense situado en la provincia de Ontario.

## Superficie
Warwick tiene una superficie de 290,21 km².

## Demografía
En 2021, tenía 3641 habitantes, una densidad poblacional de 12,5 hab./km², y 1425 viviendas.